# Attentato al Crocus City Hall
L'attentato al Crocus City Hall è stato un attacco terroristico di matrice islamista avvenuto il 22 marzo 2024 nella sala concerti del Crocus City Hall a Krasnogorsk, nell'oblast' di Mosca in Russia.
Durante l'esibizione del gruppo musicale Piknik, che aveva registrato il tutto esaurito, quattro uomini armati hanno prima aperto il fuoco sulla folla e successivamente incendiato la struttura.
L'attentato ha provocato 145 morti e 551 feriti.

## Precedenti
La Russia è stata oggetto di gravi attacchi terroristici a partire da una serie di esplosioni che hanno colpito condomini di Mosca nel 1999, seguite dalla crisi degli ostaggi al teatro di Mosca nel 2002 e dall'assedio della scuola di Beslan nel 2004. Nell'ottobre 2015, i militanti dello Stato Islamico hanno abbattuto un aereo passeggeri russo sopra l'Egitto, uccidendo tutte le 224 persone a bordo.
A partire dagli anni 2010, lo Stato Islamico ha effettuato attacchi coordinati e su larga scala contro locali musicali in tutta Europa, incluso un attacco simile a Parigi durante un concerto rock al teatro Bataclan nel novembre 2015, oltre ad aver rivendicato la responsabilità di un attentato alla fine del decennio di uno spettacolo di musica pop alla Manchester Arena in Inghilterra nel 2017. È stato anche responsabile dell'attentato all'ambasciata russa a Kabul nel 2022.
Dopo anni di relativo silenzio, lo Stato Islamico cerca di aumentare i suoi attacchi esterni. Il 3 gennaio 2024, l'IS-KP ha condotto attentati in Iran che hanno ucciso almeno 103 persone; gli Stati Uniti hanno avvertito l'Iran del possibile attacco. La Russia aveva preso di mira lo Stato islamico durante il suo intervento nella guerra civile siriana per conto del governo del presidente Bashar al-Assad. Negli ultimi 25 anni ci sono stati almeno una mezza dozzina di attacchi a Mosca o nei suoi dintorni da parte di terroristi musulmani, la maggior parte dei quali militanti ceceni.

### Precedenti avvertimenti da altri paesi
Il 7 marzo 2024, il Servizio di sicurezza federale russo (FSB) ha annunciato di aver neutralizzato una cellula terroristica legata all'IS a Mosca, che intendeva attaccare una sinagoga della città. Ore dopo, l'ambasciata americana a Mosca ha avvertito che «gli estremisti hanno piani imminenti per prendere di mira grandi raduni a Mosca, compresi concerti» e ha consigliato ai cittadini statunitensi di «evitare grandi raduni nelle prossime 48 ore», per evitare la folla, rimanere aggiornati monitorando i media locali e mantenere la consapevolezza dell'ambiente circostante. Quel giorno, gli Stati Uniti hanno anche avvertito privatamente i funzionari russi del pericolo di un imminente attacco da parte dell'IS-KP attraverso l'intelligence raccolta all'inizio di marzo, secondo il requisito del “dovere di avvertire” della comunità dell'intelligence statunitense. Funzionari statunitensi hanno successivamente dichiarato al New York Times che l'attacco era legato al precedente avvertimento statunitense, e hanno anche affermato che i rapporti dell'intelligence su cui si basava l'avvertimento erano stati condivisi con i funzionari russi prima dell'attacco.
Anche il Canada e il Regno Unito hanno lanciato avvertimenti simili ai loro cittadini in Russia.
Tre giorni prima dell'attacco al Crocus City Hall, il 19 marzo il presidente russo Vladimir Putin aveva dichiarato al consiglio dell'agenzia del servizio di sicurezza federale russo che gli avvertimenti occidentali di un potenziale attacco all'interno della Russia erano "provocatori" e «assomigliano a un vero e proprio ricatto e all'intenzione di intimidire e destabilizzare la loro società».

## Descrizione dell'accaduto

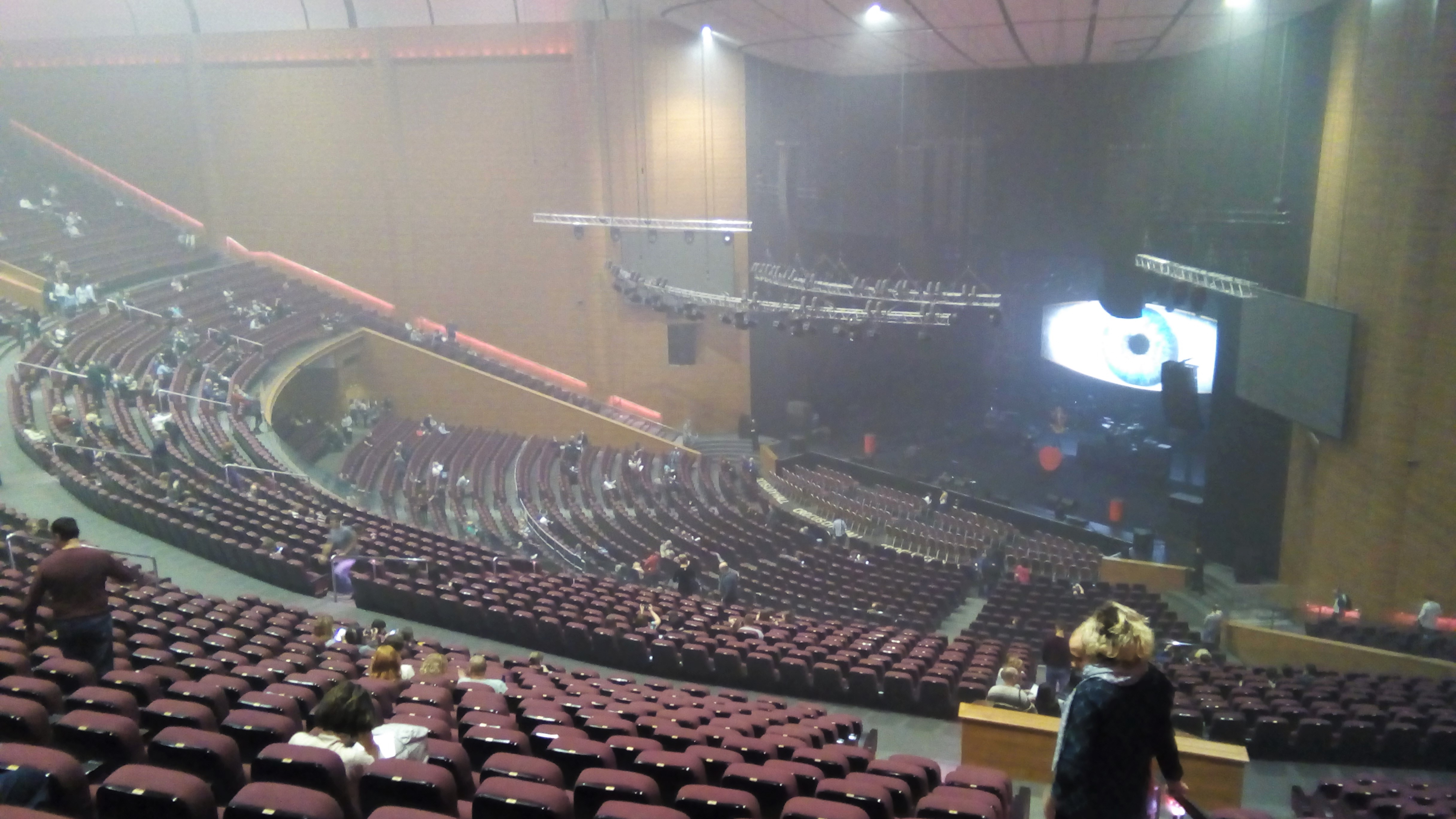
Auditorium del Crocus City Hall nel 2019

L'attacco arriva due settimane dopo che l'ambasciata americana a Mosca aveva avvertito della possibilità di attentati ai grandi raduni a Mosca.
L'attacco è iniziato pochi minuti prima dell'inizio di un concerto del gruppo rock Piknik, presso il Crocus City Hall, a Krasnogorsk, alla periferia di Mosca. Il gruppo doveva esibirsi davanti al pubblico e l'evento aveva registrato il tutto esaurito, in una sala da 6200 posti. Prima che il gruppo iniziasse la sua esibizione, quattro o cinque uomini armati mascherati in tenuta da combattimento hanno aperto il fuoco sulla folla utilizzando fucili d'assalto AK-47. Un rapporto IS-KP aveva anche affermato che gli aggressori avevano pistole e coltelli. Poiché lo spettacolo stava per iniziare, alcuni credevano che il suono iniziale degli spari fosse parte dell'atto. Al momento dell'aggressione nell'edificio si trovavano anche bambini e adolescenti per una gara di ballo. Le guardie di sicurezza del locale erano disarmate e si ritiene che alcune di loro siano tra le persone uccise nell'attacco. Secondo quanto riferito, un assistente al controllo part-time, il quindicenne Islam Chalilov, ha contribuito a salvare più di un centinaio di spettatori del concerto mostrando loro un'uscita secondaria attraverso gli uffici del locale. È stato assistito da tre dei suoi colleghi, il quattordicenne Artëm Donskov, Nikita Ivanov e un altro.
Secondo un giornalista dell'agenzia RIA Novosti, almeno tre persone in tuta mimetica hanno fatto irruzione e hanno sparato con armi automatiche, hanno lanciato una granata o una bomba incendiaria, che ha provocato un incendio alla struttura. Le riprese video amatoriali verificate da BBC hanno mostrato uomini armati e mascherati che sparavano indiscriminatamente nell'atrio e nell'auditorium. Altri filmati pubblicati su Telegram mostravano uomini in divisa militare e berretti da baseball che sparavano contro una folla di persone urlanti. Il 23 marzo, l'IS-KP ha pubblicato un video attraverso l'agenzia di stampa Amaq, che mostrava la sparatoria e lo sgozzamento delle vittime dell'attacco. Nel video, gli aggressori sembrano sparare agli avventori davanti all'ingresso dell'auditorium. Si sono sentiti gli aggressori, con sottotitoli in arabo, urlare; «vieni, vieni presto», «porta il fucile d'assalto, porta il fucile d'assalto» e «uccidili e non avere pietà». Dopo aver sparato alle vittime, un aggressore taglia la gola di una vittima ferita ancora viva, che è stata colpita fuori dalla telecamera prima della registrazione. Dopo gli omicidi, sottotitolati in arabo, uno degli aggressori avrebbe affermato: «Gli infedeli sono sconfitti dalla grazia di Dio. Dio è grande. Gli infedeli sono sconfitti. Siamo andati per amore di Dio e sosteniamo la sua religione».
Un testimone riferisce ai media Meduza: «Stavamo aspettando l'inizio del concerto del gruppo Piknik e la sala è stata presa d'assalto da – non so chi – terroristi, soldati [...] Indossavano abiti marroni. Hanno iniziato a sparare alle persone con fucili automatici. Tutti iniziarono a correre. Ci fu una terribile fuga. Tutti erano in preda al panico, giacevano a terra e si schiacciavano a vicenda. In questo momento, il Crocus dietro di me è in fiamme. È stato dato alle fiamme». Le riprese video amatoriali pubblicate sui siti di social media hanno mostrato enormi fiamme provenienti dall'edificio dagli incendi appiccati dagli aggressori, anche in una delle scale di emergenza, costringendo le persone ad andare verso gli aggressori al centro dell'atrio. Si stima che l'incendio nel complesso abbia coperto un'area di 12.900 metri quadrati. Ore dopo, è stato segnalato un forte rumore, seguito dal crollo parziale del tetto. Il governatore dell'Oblast' di Mosca, Andrej Vorob'ëv, riferì che il tetto sopra la sala era crollato.
Secondo Nexta, sono state inviate sulla scena la polizia dell'Unità speciale di risposta rapida (SOBR) e dell'Unità mobile per scopi speciali (OMON), arrivate più di un'ora dopo l'inizio delle sparatorie. Vorob'ëv si è recato sul posto per istituire un'unità operativa per gestire la situazione. Sono arrivati anche altri funzionari, tra cui il ministro degli Interni Vladimir Kolokol'cev. Anche la Guardia Nazionale russa è stata inviata alla ricerca degli assalitori, ed è stata pubblicata una foto dei presunti aggressori in fuga a bordo di un'auto Renault Symbol 2007 bianca con targa russa T668UM 69 (Oblast di Tver'), che avevano acquistato il 4 gennaio 2024.

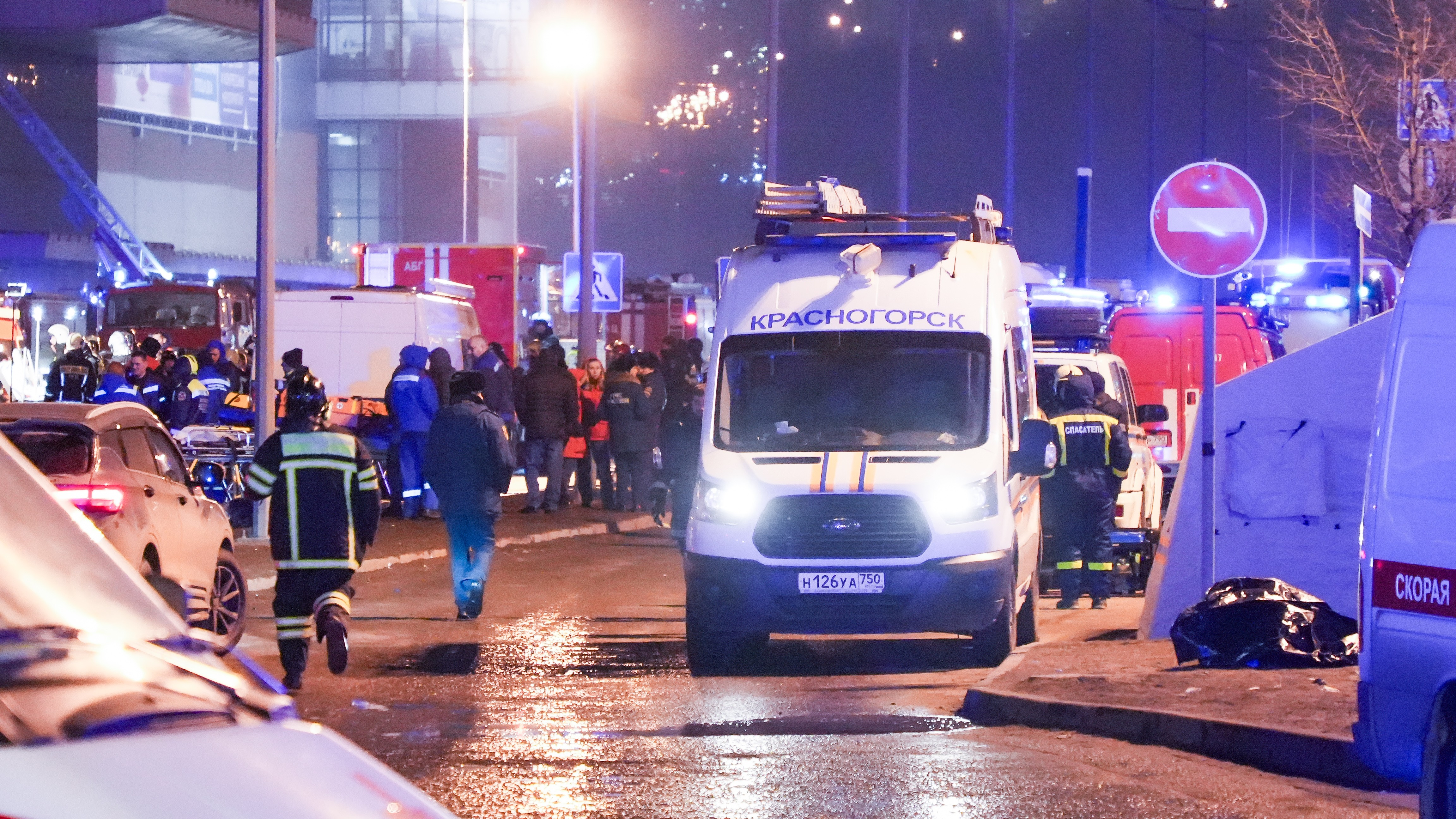
Servizi di emergenza che rispondono all'attacco

I sopravvissuti sono stati evacuati tramite elicotteri medici, con l'invio di 70 equipaggi di ambulanze. Un numero imprecisato di persone è fuggito dal palco nel parcheggio, mentre altre sono fuggite sul tetto. Le autorità hanno evacuato circa 100 persone nascoste nel seminterrato. Un sopravvissuto ha detto che i fuggitivi sono stati ostacolati da porte chiuse, costringendo alcuni di loro a sfondare una porta per scappare. I vigili del fuoco hanno impedito che l'incendio si propagasse, mentre tre elicotteri sono stati schierati per scaricare l'acqua sul tetto in fiamme.
Entro le 07:00 del 23 marzo, Vorob'ëv ha riferito che l'incendio era stato contenuto e in gran parte spento. Ha pubblicato un video che mostra ingenti danni all'edificio con il tetto e le file superiori della sala da concerto completamente crollati. Alle 11:30 dello stesso giorno l'incendio era stato spento.

## Bilancio
| Cittadinanza | Deceduti |
| ------------ | -------- |
| Russia       | 133      |
| Armenia      | 1        |
| Azerbaigian  | 1        |
| Bielorussia  | 1        |
| Moldavia     | 1        |
| Totale       | 137      |

Intorno alle ore 22, la Federal'naja služba bezopasnosti ha annunciato un primo bilancio di almeno 40 morti e 100 feriti. Intorno alle 2 del mattino del giorno successivo, un secondo rapporto annunciava 60 morti e 130 feriti. Nella tarda mattinata il bilancio delle vittime è salito a 93 per poi nuovamente salire ad almeno 137 morti e altri 182 feriti, alcuni in modo grave. A parte le ferite da arma da fuoco, alcune delle morti sono state causate dall'inalazione di fumo. Secondo il ministro della Sanità russo, Michail Muraško, cinque bambini sono rimasti feriti nell'attacco. Almeno tre bambini sono stati uccisi, mentre la vittima più anziana è stata una donna sulla settantina. La maggior parte delle vittime proveniva dalla periferia nordoccidentale di Mosca, comprese Krasnogorsk e Chimki. Tra le persone uccise c'erano una donna armena e il marito azero. Tra le vittime figurano cittadini della Bielorussia e della Moldavia. L'ambasciata del Kirghizistan a Mosca ha riferito che due dei suoi cittadini che lavoravano al Crocus City Hall il giorno dell'attacco non erano rintracciabili. La ricerca delle vittime si è conclusa il 23 marzo. A partire da quel giorno, erano state identificate almeno 29 vittime. Il dipartimento sanitario di Mosca dichiarò che prevedeva di completare l'identificazione dei corpi entro due settimane.
I membri della band Piknik hanno postato su Instagram che loro e il loro management erano "vivi e salvi", e la TASS ha successivamente riferito che erano stati evacuati; tuttavia, la band in seguito riferì su VK che uno dei membri dello staff era scomparso. Successivamente è stato rivelato sull'Instagram della band che l'assistente alla regia della band era tra le vittime.

## Indagine
Il 23 marzo, undici persone furono arrestate, compresi i quattro presunti assalitori a bordo dell'auto bianca, che furono catturati sul 376º chilometro dell'autostrada M3, vicino al villaggio di Chacun', a 140 chilometri dal confine ucraino nell'oblast' di Brjansk, e circa 340 chilometri a sud-ovest di Mosca, la sera del 22 marzo. La Russia si è coordinata con le forze di sicurezza bielorusse per impedire ai sospettati di attraversare il confine tra Bielorussia e Russia. Il comitato investigativo russo ha avviato un'indagine criminale terroristica sull'attacco. Successivamente le autorità hanno affermato che gli aggressori non erano cittadini russi.
Il deputato della Duma di Stato Aleksandr Chinštejn ha affermato che nell'auto delle persone detenute sono stati rinvenuti passaporti tagichi, e il canale russo Telegram Baza ha identificato i quattro aggressori come cittadini del Tagikistan. Il Ministero degli affari interni del Tagikistan ha negato il coinvolgimento di tre dei suoi cittadini, affermando che le persone nominate nei passaporti scoperti erano tornate in Tagikistan mesi prima e lavoravano lì. In una telefonata con Putin, il presidente tagico Emomalī Rahmon ha affermato che «i terroristi non hanno nazionalità, patria e religione».
Un breve video su Telegram avrebbe mostrato Saidakrami Murodali Rachabalizoda, uno dei presunti attentatori di 30 anni, torturato dagli agenti dell'FSB, che gli hanno tagliato un orecchio e lo hanno costretto a mangiarlo. In un altro video dell'interrogatorio diffuso dai media statali russi, Shamsidin Fariduni, un sospettato di 25 anni, ha affermato di aver partecipato all'attacco in cambio di 1 milione di rubli (9.660 euro), metà dei quali ha affermato di aver già ricevuto tramite bonifico bancario da persone che lo hanno contattato su Telegram e di cui non conosceva l'identità. Una fotografia trapelata mostrava Fariduni apparentemente torturato con l'elettroshock sui genitali.
Il 24 marzo, quattro sospettati: Dalerdzhon Mirzoyev, 32 anni; Saidakrami Rachabalizoda, 30 anni; Shamsidin Fariduni, 25 anni; e Mukhammadsobir Faizov, 19 anni, sono comparsi davanti al tribunale distrettuale di Basmannyj a Mosca e sono stati accusati di terrorismo. Mirzoyev, Rachabalizoda e Fariduni si sono dichiarati colpevoli durante l'udienza. Tutti e quattro i sospettati sono comparsi con ferite al viso e contusioni, Rachabalizoda è apparso con una benda che copriva l'orecchio destro mancante. Faizov è stato portato in tribunale su una sedia a rotelle, indossava un camice da ospedale e sembrava con un occhio mancante. È stato loro ordinato di rimanere in custodia cautelare almeno fino al 22 maggio. Per quanto riguarda i possibili segni di tortura visti durante la loro comparizione in tribunale, il portavoce del Cremlino Dmitrij Peskov ha dichiarato di «lasciare questa domanda senza risposta».
I quattro sospettati sono stati ufficialmente identificati come cittadini del Tagikistan. Mirzoyev, presentato come il capofila degli attacchi, aveva il permesso di soggiorno scaduto a Novosibirsk. Secondo Agentstvo, tre dei quattro uomini avevano trascorso diversi mesi in Russia, ma non erano giunti all'attenzione delle autorità russe; Meduza ha affermato che, secondo una fonte, i presunti autori si sono incontrati 3-4 settimane prima dell'attacco. Izvestija ha affermato che due degli uomini armati hanno ricevuto istruzioni mentre si recavano in Turchia. Un'analisi del New York Times ha abbinato gli abiti dei quattro sospettati a quelli degli uomini armati nell'attacco. Se condannati, i quattro riceveranno una condanna all'ergastolo.
Il 25 marzo altri tre sospettati sono comparsi in tribunale e sono stati posti in custodia cautelare fino al 22 maggio. Sono stati identificati come padre, Isroil Islomov, e i suoi due figli, Aminchon Islomov e Dilovar Islomov, e sono stati accusati di favoreggiamento del terrorismo. Dilovar Islomov era il precedente proprietario dell'auto con la quale i quattro presunti aggressori erano fuggiti dalla scena del crimine.
Il 26 marzo, un altro sospettato, identificato come Alisher Kasimov, è comparso in tribunale. Ha affittato il suo appartamento ai quattro presunti aggressori ed è stato anch'esso messo in custodia cautelare fino al 22 maggio.

### Sospetti
- Dalerjon Barotovich Mirzoyev, 32 anni, nato nel 1992. Originario del Tagikistan, Mirzoyev aveva ottenuto una registrazione temporanea per tre mesi a Novosibirsk. Tuttavia, la RIA Novosti ha riferito che la sua registrazione era scaduta.
- Saidakrami Muradali Rachabalizoda, 30 anni, nato nel 1994, ha informato la corte di possedere documenti di registrazione russi ma ha confessato di non riuscire a ricordare dove si trovassero. Ha comunicato attraverso un interprete.
- Shamsidin Fariduni, 25 anni, classe 1998, originario del Tagikistan, era ufficialmente impiegato in una fabbrica a Podolsk, ed era registrato a Krasnogorsk.
- Muhammadsobir Zakirjonovich Fayzov, 19 anni, nato nel 2004, è stato presentato mentre era incosciente e non rispondeva, su una sedia a rotelle. Precedentemente impiegato in un negozio di barberia a Ivanovo, Faizov, era temporaneamente disoccupato e registrato in quella città.

## Rivendicazione

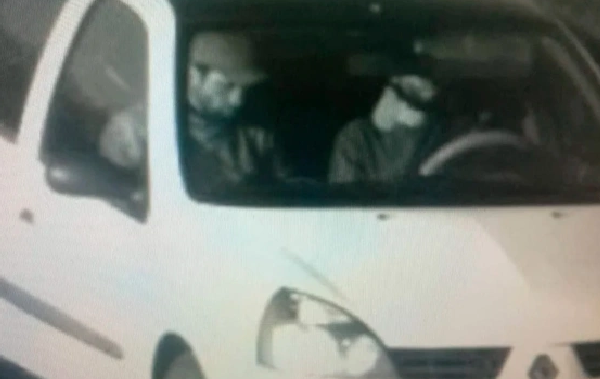
Due dei presunti autori della fuga, ripresi dalle telecamere

L'IS-KP ha rivendicato l'attacco poco dopo in una dichiarazione rilasciata dall'agenzia di stampa Amaq News Agency via Telegram, affermando che gli aggressori "si sono ritirati sani e salvi nelle loro basi". Il gruppo è un ramo regionale dello Stato Islamico, un gruppo terroristico internazionale attivo nell'Asia centro-meridionale, principalmente in Afghanistan. Funzionari statunitensi hanno affermato di avere informazioni di intelligence secondo le quali l'IS-KP stava pianificando un attacco alla città.
Il 23 marzo, l'IS-KP ha pubblicato le foto degli aggressori e un rapporto completo sull'attacco. Più tardi, lo stesso giorno, l'agenzia di stampa Amaq ha pubblicato un video dell'attacco della durata di un minuto e mezzo, filmato da uno degli aggressori. Mostrava un secondo aggressore che utilizzava un fucile d'assalto per sparare alle vittime, un terzo aggressore che utilizzava un coltello per tagliare la gola della vittima e un quarto aggressore con uno zaino; l'aggressore che filma recita il takbir lodando Dio (in arabo: Allāhu ʾakbar) e dichiara che gli infedeli saranno sconfitti.
Funzionari dell'intelligence americana confermarono poco dopo che si trattava della sezione dello Stato Islamico nel Khorasan, con sede in Afghanistan. Il 25 marzo, Maria Zakharova del Ministero degli esteri russo ha interrogato i funzionari americani sulla loro affermazione del coinvolgimento dell'IS-KP e li ha accusati di utilizzare lo Stato islamico come uno "spauracchio" nel tentativo di proteggere l'Ucraina.

### Accuse russe di coinvolgimento ucraino
Putin e l'FSB hanno affermato che i terroristi hanno tentato di attraversare il confine tra Russia e Ucraina e hanno avuto contatti in Ucraina, che è attualmente in guerra con la Russia e sottoposta a un'invasione su vasta scala da parte della Russia dal 2022. L'Ucraina ha negato qualsiasi coinvolgimento nell'attacco, e ha descritto le affermazioni dell'FSB come una disinformazione "molto dubbia e primitiva", ricordando che il confine è pesantemente sorvegliato da soldati e droni, minato in molte aree, e costantemente bombardato da entrambi i lati. Gli Stati Uniti hanno affermato che non vi è alcuna indicazione di un coinvolgimento ucraino. I gruppi militanti con sede in Ucraina Corpo Volontario Russo e Legione della Libertà di Russia hanno negato il coinvolgimento nell'attacco.
Il Ministero degli esteri ucraino ha respinto le ipotesi avanzate dai funzionari russi secondo cui l'Ucraina potrebbe essere stata coinvolta nell'attacco, affermando che considerava tali accuse come una "provocazione pianificata da parte del Cremlino per alimentare ulteriormente l'isteria anti-ucraina nella società russa". Il Ministero degli Esteri ha lasciato intendere che l'attacco fosse un'operazione false flag orchestrata dalla Russia. L'intelligence della difesa ucraina ha anche affermato che la sparatoria è stata una "provocazione pianificata e deliberata da parte dei servizi speciali russi" per volere di Putin.

## Conseguenze

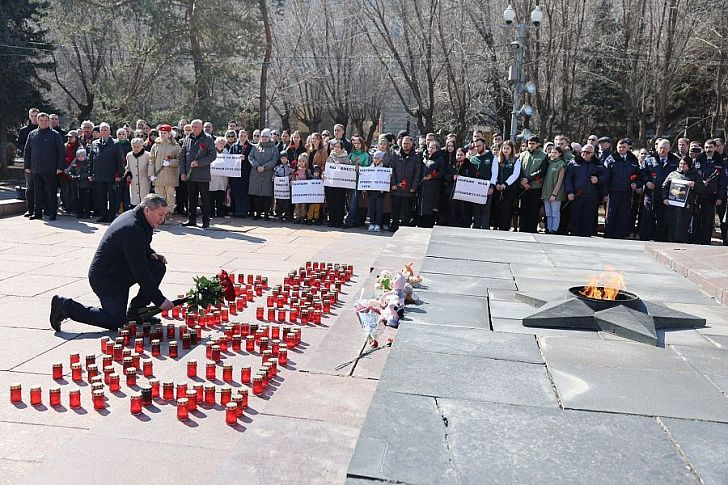
Commemorazione dei morti vicino al memoriale ai soldati sovietici nel centro di Volgograd

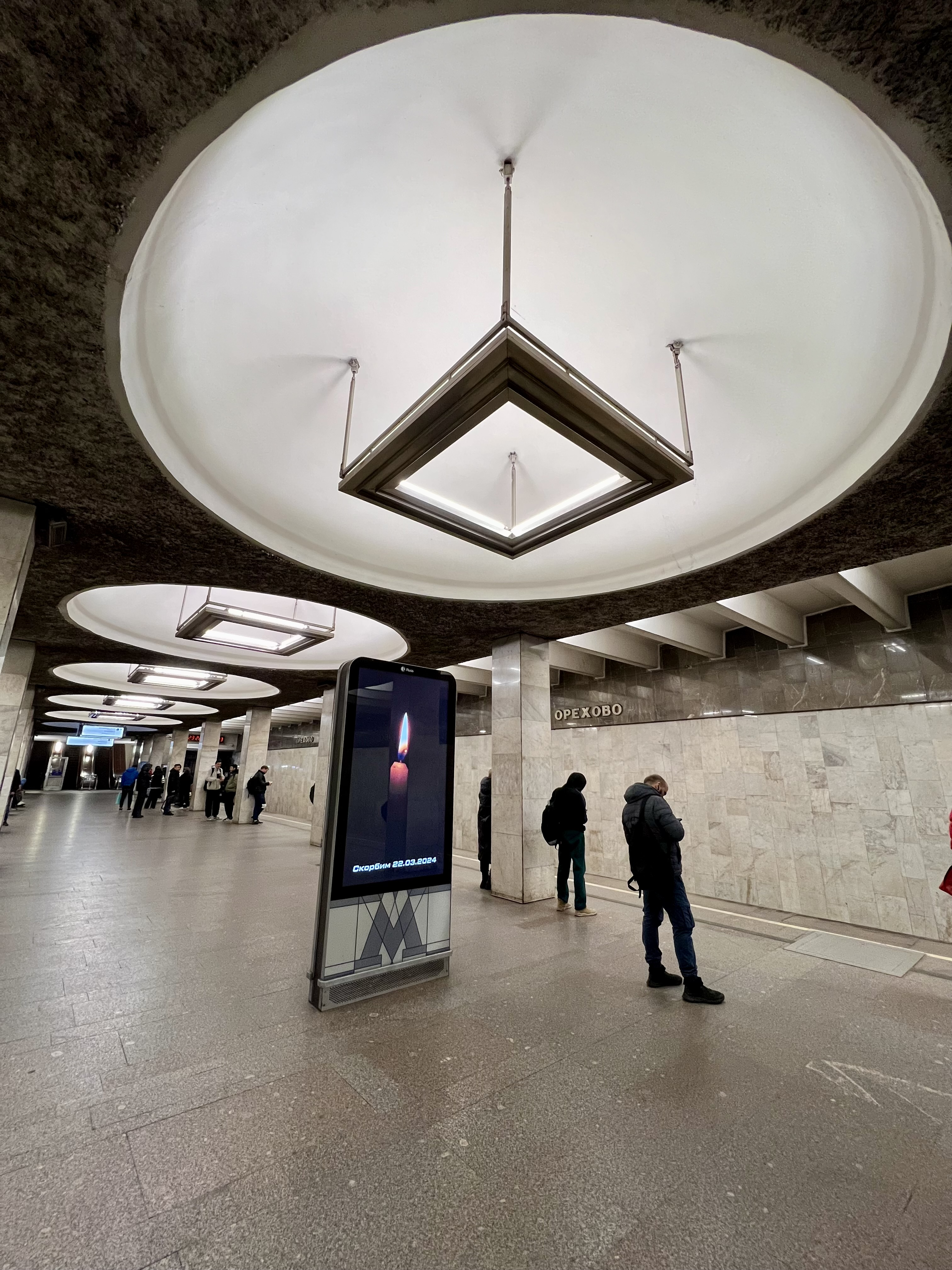
Video commemorativo con una sola candela su un cartellone pubblicitario nella metropolitana di Mosca.

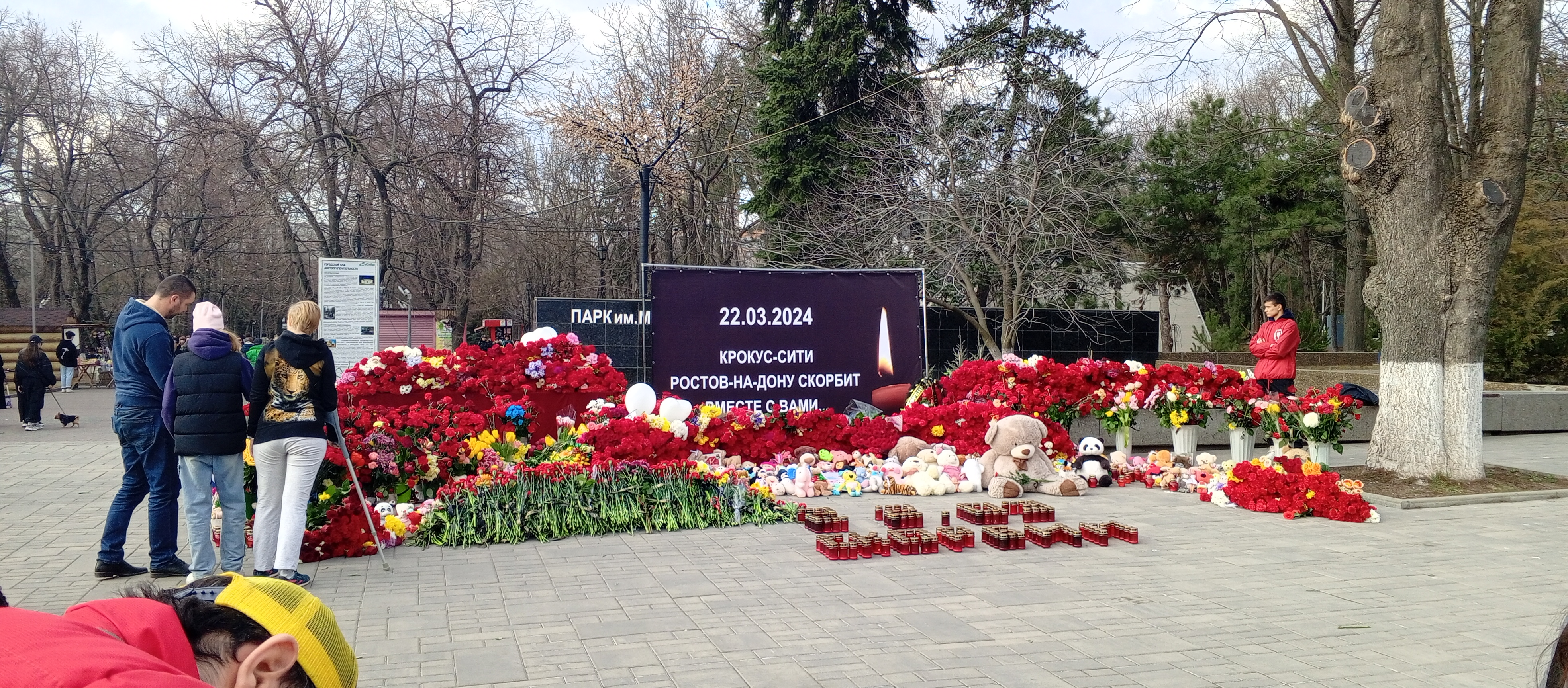
Commemorazione dei morti vicino al monumento ai soldati sovietici nel centro di Volgograd il 24 marzo 2024

Nonostante il cordone di polizia, i passanti hanno reso omaggio fuori dal municipio di Crocus dopo l'attacco, mentre cartelloni pubblicitari a Mosca mostravano manifesti commemorativi che mostravano una candela e il messaggio Skorbim ("Piangiamo"). Attrezzature pesanti hanno iniziato a rimuovere detriti e strutture sulla scena il 24 marzo. Memoriali improvvisati per le vittime dell'attacco furono eretti anche in città di tutta la Russia.
In un discorso alla nazione del 23 marzo, il presidente Putin ha annunciato che il 24 marzo sarebbe stato un giorno di lutto nazionale per le vittime dell'attentato e ha promesso di punire i responsabili. Putin ha anche detto che tutti gli aggressori, che ha paragonato ai nazisti, sono stati arrestati, e ha affermato che gli aggressori stavano cercando di fuggire attraverso il confine ucraino.
Il quotidiano russo Meduza con sede in Lettonia ha riferito che i media filo-governativi e finanziati dallo stato in Russia sono stati incaricati dal governo russo di evidenziare possibili "tracce" del coinvolgimento ucraino. Poco dopo l'attacco, la stazione televisiva russa filo-Cremlino NTV ha trasmesso un video modificato utilizzando il deepfaking audio che suggeriva il coinvolgimento ucraino nell'attacco terroristico.
Il sindaco di Mosca Sergej Sobjanin ha cancellato tutti gli eventi del fine settimana in città, e la sicurezza è stata rafforzata negli aeroporti e nelle stazioni ferroviarie che servono la città, così come nella metropolitana di Mosca. Il Ministero della cultura russo ha successivamente cancellato gli eventi a livello nazionale. A San Pietroburgo i centri commerciali sono stati chiusi e l'oblast' di Leningrado è stato messo in massima allerta. Almeno 5.000 persone hanno donato sangue per le vittime al centro per il sangue Gavrilov di Mosca, la più grande struttura trasfusionale del paese, e ad altre strutture mediche. Sberbank, Sovcombank e Home Bank si sono impegnate a saldare i prestiti e ad alleviare i debiti delle famiglie dei clienti uccisi o feriti nell'attacco.
A causa dell'attentato, l'amichevole tra Russia e Paraguay, prevista per il 25 marzo alla VTB Arena di Mosca, è stata rinviata a tempo indeterminato. Per i suoi sforzi nel salvare centinaia di spettatori, Islam Chalilov è stato insignito della medaglia dei musulmani russi "al merito" dal Consiglio russo dei Mufti e ha ricevuto 1 milione di rubli (9 660 euro) dal rapper Morgenštern. La sua famiglia era composta da immigrati musulmani dal Kirghizistan.

### Sentimento anti-immigrazione
Secondo un rapporto della ONG North Caspian Institute, l'attacco e la sua copertura da parte dei media russi hanno causato un aumento degli atteggiamenti xenofobi e anti-immigrazione tra i russi. Gli immigrati tagiki che lavorano come tassisti nelle principali città russe hanno riferito che i clienti si rifiutavano di viaggiare con loro a causa della loro etnia. Un barista tagiko a Mosca è stato molestato verbalmente in due occasioni perché aveva la stessa nazionalità dei presunti aggressori. A Volgograd e in molte altre città, la polizia ha fatto irruzione negli ostelli economici che presumibilmente ospitavano lavoratori immigrati dall'Asia centrale. A Mosca, il 24 marzo, i dipendenti dell'amministrazione locale hanno sconsigliato agli spazzini immigrati di uscire di casa a causa delle "incursioni di massa della polizia contro tagiki e uzbeki nel giorno del lutto". È stato segnalato un attacco contro un'edicola occupata da lavoratori dell'Asia centrale a Blagoveščensk. Il Ministero degli esteri del Kirghizistan, così come l'ambasciata del Tagikistan a Mosca, hanno emesso avvisi di viaggio per i suoi cittadini in risposta a queste notizie.
Diversi organi di stampa filo-russi come Readovka hanno iniziato a inviare il messaggio che "non tutti i tagiki sono terroristi" e che "disturbare l'armonia interetnica in Russia e farci odiare a vicenda è l'obiettivo dei nostri veri nemici, l'Ucraina e l'Occidente". Tuttavia, molti nazionalisti russi hanno accusato Readovka di diventare un "media tagico".
Il 24 marzo, il deputato della Duma di Stato russa Michail Šeremet (Russia Unita) ha chiesto l'introduzione di un divieto totale di immigrazione fino a quando la Russia non avrà terminato la sua “operazione militare speciale”, come il Cremlino definisce l'invasione dell'Ucraina. Secondo Šeremet, qualsiasi straniero che entra in Russia potrebbe essere sospettato di essere un terrorista o un sabotatore.

## Reazioni

### Nazionale
Putin ha augurato una pronta guarigione ai feriti nell'attacco e ha elogiato i medici coinvolti nel trattamento delle vittime. Un portavoce del patriarca Cirillo della Chiesa ortodossa russa ha detto che egli «sta pregando per la pace per le anime dei defunti».
L'attacco è stato descritto come «grande tragedia» del sindaco di Mosca Sergej Sobjanin. La portavoce del Ministero degli esteri Marija Zacharova ha definito l'attacco «un crimine mostruoso» e ha invitato la comunità internazionale a condannarlo.
Il leader ceceno Ramzan Kadyrov ha rilasciato una dichiarazione in cui condanna l'attacco: «Condanno fermamente tali atti di violenza, brutalità e sconsideratezza contro i civili», così come Julia Naval'naja, la vedova della guida dell'opposizione Aleksej Naval'nyj, morto cinque settimane prima dell'attacco. Il socio di Naval'nyj Ivan Ždanov ha criticato i servizi di sicurezza russi per la loro «catastrofica incompetenza» e l'FSB per essere «impegnato in tutto tranne che nelle sue responsabilità dirette: uccidere i loro oppositori politici, spiare i cittadini e perseguire persone che sono contrarie alla guerra». Un altro collaboratore, Leonid Volkov, ha affermato che l'FSB «non può fare l'unico lavoro che dovrebbe fare: prevenire un vero e proprio attacco terroristico da incubo». L'oligarca in esilio e critico di Putin Michail Chodorkovskij ha affermato che l'attacco ha mostrato "l'impotenza" dell'apparato di sicurezza del Cremlino. Il caporedattore di Novaja Gazeta Europe, Kirill Martynov, ha criticato Putin per aver ignorato gli avvertimenti dell'intelligence occidentale e aver concentrato le risorse contro la "propaganda LGBT" e sulla guerra con l'Ucraina invece di proteggersi dalle "minacce reali".
Attivisti dell'opposizione e gruppi per i diritti umani hanno criticato anche la tortura inflitta ai sospettati dell'attacco, con Sergej Davidis del Memorial che ha affermato che i servizi di sicurezza russi «hanno deciso che questa volta non c'erano ragioni per nascondere i loro metodi», aggiungendo che si è trattato di un "brutto segno".
I membri più anziani di Russia Unita hanno chiesto il ritorno della pena di morte in Russia.

### Internazionali
John Kirby, portavoce del Consiglio per la sicurezza nazionale degli Stati Uniti d'America, ha affermato che filmati dell'attacco «sono semplicemente orribili e difficili da guardare». L'ambasciata americana a Mosca ha espresso "sincera condoglianze al popolo russo", consigliando ai suoi cittadini di evitare l'area poiché erano "fortemente limitate" nella loro capacità di assistere i cittadini statunitensi a causa dei limiti posti alla capacità del personale statunitense di intervenire in Russia. L'ambasciata britannica a Mosca ha condannato l'attacco ed ha espresso le sue «sincere condoglianze ai parenti e ai cari delle persone ferite e uccise negli eventi di oggi».
La presidenza ucraina accusa la potenza russa di aver orchestrato l'attacco.
Nella roccaforte dell'IS-KP in Afghanistan, dove i Talebani al potere erano stati attaccati dall'IS-KP solo un giorno prima, il Ministero degli affari esteri talebano ha definito l'attacco in Russia «una palese violazione di tutti gli standard umani» e ha invitato i paesi vicini a cooperare «contro tali incidenti diretti alla destabilizzazione regionale». I governi di numerosi paesi hanno condannato l'attacco ed hanno espresso le loro condoglianze al popolo russo e alle famiglie delle vittime. In molte nazioni, tra cui Armenia, Azerbaigian, e Kazakistan, sono stati deposti fiori davanti alle ambasciate russe in memoria delle vittime dell'attacco. Il Tagikistan mette in guardia anche dalle "notizie false" sul presunto ruolo dei cittadini tagiki nell'attacco. Anche il segretario generale delle Nazioni Unite António Guterres, l'Unione europea, l'Organizzazione del Trattato Nord Atlantico, e Moussa Faki, presidente della Commissione dell'Unione Africana, hanno condannato l'attacco e hanno espresso le loro condoglianze. L'attacco è stato condannato anche da Hezbollah e Hamas.
«Le immagini che ci giungono da Mosca sono terribili. I nostri pensieri vanno alle vittime, ai feriti e al popolo russo. Bisogna fare piena luce su questi atti atroci», ha reagito il ministro degli esteri francese Stéphane Séjourné. Il 24 marzo, il governo francese ha alzato l'allerta sicurezza al massimo livello, e il primo ministro Gabriel Attal ha citato l'attacco al Crocus City Hall come uno dei motivi.